# Varacieux
Varacieux est une commune française située dans le département de l'Isère, en région Auvergne-Rhône-Alpes.
Historiquement rattachée à la province royale du Dauphiné, elle fait partie de la communauté de communes de Saint-Marcellin Vercors Isère Communauté.

## Géographie

### Situation et description
Située au sud-est, sur les contreforts du plateau des Chambarans, la commune de Varacieux présente un relief contrasté et une altitude variant de 336 mètres au Vézy à 708 mètres à La Feta. Elle occupe un territoire de 1 848 hectares, dont 1/3 de forêts. Elle fait partie de la communauté de communes de Vinay et est distante de 8 kilomètres de Vinay et 10 kilomètres de Saint-Marcellin.

### Communes limitrophes
| Roybon   | Chasselay,   | Serre-Nerpol |
|          | Varacieux    | Vinay        |
| Murinais | Saint-Vérand | Beaulieu     |

### Climat
Pour des articles plus généraux, voir Climat d'Auvergne-Rhône-Alpes et Climat de l'Isère.
En 2010, le climat de la commune est de type climat des marges montargnardes, selon une étude du Centre national de la recherche scientifique s'appuyant sur une série de données couvrant la période 1971-2000. En 2020, Météo-France publie une typologie des climats de la France métropolitaine dans laquelle la commune est exposée à un climat de montagne ou de marges de montagne et est dans la région climatique  Alpes du nord, caractérisée par une pluviométrie annuelle de 1 200 à 1 500 mm, irrégulièrement répartie en été. 
Pour la période 1971-2000, la température annuelle moyenne est de 10,9 °C, avec une amplitude thermique annuelle de 17,3 °C. Le cumul annuel moyen de précipitations est de 1 063 mm, avec 9,7 jours de précipitations en janvier et 6,5 jours en juillet. Pour la période 1991-2020, la température moyenne annuelle observée sur la station météorologique de Météo-France la plus proche, « Chatte_sapc », sur la commune de Chatte à 11 km à vol d'oiseau, est de 12,0 °C et le cumul annuel moyen de précipitations est de 967,8 mm,. Pour l'avenir, les paramètres climatiques de la commune estimés pour 2050 selon différents scénarios d'émission de gaz à effet de serre sont consultables sur un site dédié publié par Météo-France en novembre 2022.

### Voies de communication
Situé hors des grands axes de communication le territoire de la commune de Varacieux est traversée par la RD 518 qui relie Pont-en-Royans à Brézins par Saint-Marcellin.

L’autoroute la plus proche est l' A 49 :
- 9 Saint-Marcellin (Isère) : Saint-Marcellin, puis la RD 518.

## Urbanisme

### Typologie
Au 1er janvier 2024, Varacieux est catégorisée commune rurale à habitat dispersé, selon la nouvelle grille communale de densité à sept niveaux définie par l'Insee en 2022.
Elle est située hors unité urbaine. Par ailleurs la commune fait partie de l'aire d'attraction de Saint-Marcellin, dont elle est une commune de la couronne,. Cette aire, qui regroupe 17 communes, est catégorisée dans les aires de moins de 50 000 habitants,.

### Occupation des sols
L'occupation des sols de la commune, telle qu'elle ressort de la base de données européenne d’occupation biophysique des sols Corine Land Cover (CLC), est marquée par l'importance des territoires agricoles (64,4 % en 2018), une proportion sensiblement équivalente à celle de 1990 (64,2 %). La répartition détaillée en 2018 est la suivante : 
zones agricoles hétérogènes (44,5 %), forêts (35,6 %), prairies (14,3 %), cultures permanentes (4,5 %), terres arables (1,2 %). L'évolution de l’occupation des sols de la commune et de ses infrastructures peut être observée sur les différentes représentations cartographiques du territoire : la carte de Cassini (XVIIIe siècle), la carte d'état-major (1820-1866) et les cartes ou photos aériennes de l'IGN pour la période actuelle (1950 à aujourd'hui).

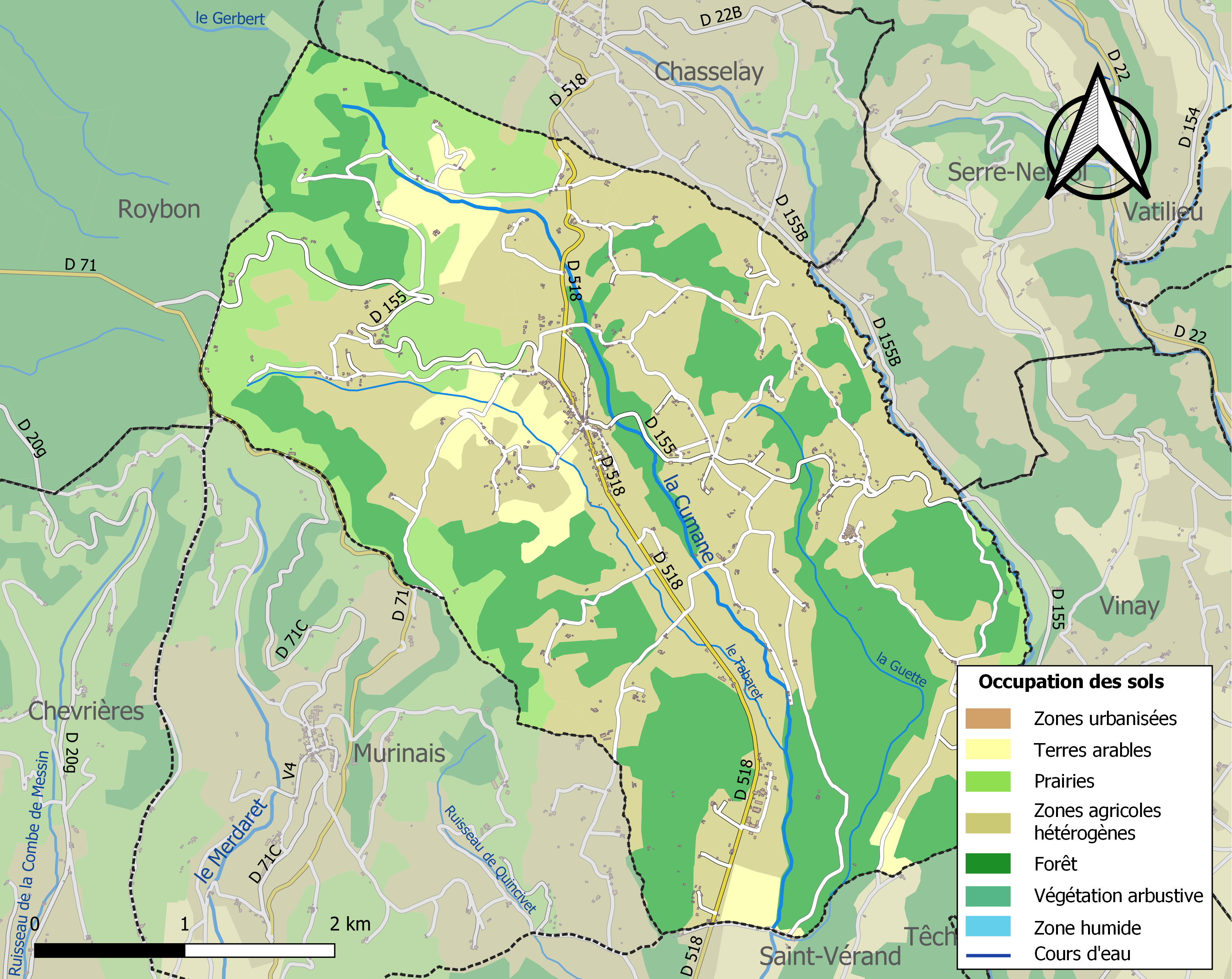
Carte des infrastructures et de l'occupation des sols de la commune en 2018 (CLC).

### Risques naturels et technologiques

#### Risques sismiques
L'ensemble du territoire de la commune de Varacieux est situé en zone de sismicité n°3 (sur une échelle de 1 à 5), en limite de la zone n°4, située au sud-ouest de son territoire.
| Type de zone | Niveau            | Définitions (bâtiment à risque normal) |
| ------------ | ----------------- | -------------------------------------- |
| Zone 3       | Sismicité modérée | accélération = 1,1 m/s2                |

## Histoire
Avant 1860, le village de Varacieux était situé au hameau de « la vieille église », 500 mètres plus haut qu'il est actuellement. C'est en 1860 que l'église nouvelle se construit.
Au début du XIXe siècle, on dénombrait 1 100 habitants à Varacieux. Au fil des ans, ce nombre a considérablement chuté. En effet on ne comptait plus que 621 habitants en 1990. Le recensement de mars 2008 fait état de 786 habitants.

## Politique et administration

### Liste des maires
| Période                                  | Période  | Identité             | Étiquette | Qualité  |
| ---------------------------------------- | -------- | -------------------- | --------- | -------- |
| 2014                                     | 2020     | Georges Payre-Ficout | SE        | Retraité |
| 2020                                     | En cours | Denis Chevallier     |           |          |
| Les données manquantes sont à compléter. |          |                      |           |          |

## Population et société

### Démographie
L'évolution du nombre d'habitants est connue à travers les recensements de la population effectués dans la commune depuis 1793. Pour les communes de moins de 10 000 habitants, une enquête de recensement portant sur toute la population est réalisée tous les cinq ans, les populations de référence des années intermédiaires étant quant à elles estimées par interpolation ou extrapolation. Pour la commune, le premier recensement exhaustif entrant dans le cadre du nouveau dispositif a été réalisé en 2008.

En 2022, la commune comptait 864 habitants, en évolution de −0,35 % par rapport à 2016 (Isère : +3,07 %, France hors Mayotte : +2,11 %).
| 1793 | 1800  | 1806  | 1821  | 1831  | 1836  | 1841  | 1846  | 1851  |
| ---- | ----- | ----- | ----- | ----- | ----- | ----- | ----- | ----- |
| 981  | 1 020 | 1 122 | 1 181 | 1 216 | 1 145 | 1 147 | 1 195 | 1 181 |

| 1856  | 1861  | 1866  | 1872  | 1876  | 1881  | 1886  | 1891  | 1896  |
| ----- | ----- | ----- | ----- | ----- | ----- | ----- | ----- | ----- |
| 1 122 | 1 199 | 1 164 | 1 140 | 1 118 | 1 098 | 1 131 | 1 111 | 1 050 |

| 1901  | 1906  | 1911 | 1921 | 1926 | 1931 | 1936 | 1946 | 1954 |
| ----- | ----- | ---- | ---- | ---- | ---- | ---- | ---- | ---- |
| 1 043 | 1 006 | 923  | 818  | 831  | 813  | 809  | 832  | 736  |

| 1962 | 1968 | 1975 | 1982 | 1990 | 1999 | 2006 | 2008 | 2013 |
| ---- | ---- | ---- | ---- | ---- | ---- | ---- | ---- | ---- |
| 728  | 691  | 661  | 716  | 682  | 643  | 749  | 779  | 868  |

| 2018 | 2022 | - | - | - | - | - | - | - |
| ---- | ---- | - | - | - | - | - | - | - |
| 842  | 864  | - | - | - | - | - | - | - |

### Enseignement
La commune est rattachée à l'académie de Grenoble.

### Médias
Historiquement, le quotidien à grand tirage Le Dauphiné libéré consacre, chaque jour, y compris le dimanche, dans son édition du Sud Grésivaudan, un ou plusieurs articles à l'actualité de la communauté de communes, ainsi que des informations sur les éventuelles manifestations locales, les travaux routiers, et autres événements divers à caractère local.
La commune est située sur l'aire de diffusion de radio Ici Isère, une radio publique qui émet sur tout le territoire du département de l'Isère.

### Culte
La communauté catholique de Varacieux et son église (propriété de la commune) est rattachée à la « paroisse Saint Joseph des Deux Rives », elle-même rattachée au diocèse de Grenoble-Vienne.

## Culture et patrimoine

### Lieux et monuments
- Château de Varacieux, du Moyen Âge, est labelisé « patrimoine en Isère »[20]

Le « vieux château » est une ancienne maison forte des Dauphins. Du XIIIe siècle, remanié au XVIe ou XVIIe siècle.
- l'église du 1860 a été bâtie où se trouvait l'ancienne église

### Patrimoine culturel
- exposition organisée par l'association "Les objets d'antan", presque un eco-musée, au 2e étage de la mairie[22]

### Héraldique
|  | Varacieux possède des armoiries dont l'origine et le blasonnement exact ne sont pas disponibles. |